# فرانتس بيرتن
فرانتس بيرتن (بالفرنسية: Frantz Bertin)‏ (مواليد 30 مايو 1983 في باريس) لاعب كرة قدم هايتي دولي يجيد اللعب في خط الدفاع. يلعب حاليا لصالح نادي كريتي اليوناني منذ 2009.
وانتقل في يناير من 2012 إلى الكويت ليخوض تجربه احترافية في النادي العربي لاسيما ان الأخير يعاني الامرين في الخط الدفاعي

## روابط خارجية
- فرانتس بيرتن على موقع الاتحاد الدولي (مؤرشف)  (الإنجليزية)
- فرانتس بيرتن على موقع قاعدة بيانات كرة القدم.إي يو (الإنجليزية)
- فرانتس بيرتن على موقع ناشيونال فوتبول تيمز (الإنجليزية)
- فرانتس بيرتن على موقع Soccerway.com (الإنجليزية)
- فرانتس بيرتن على موقع كووورة